# Frans Daneels
Frans Daneels (n. Kapellen, Provincia de Amberes, Bélgica, 2 de abril de 1941) es un arzobispo católico, profesor y canonista belga.
Nació en el municipio de Kapellen, pero creció en Ekeren y a los seis años se mudó a Brasschaat. Después de terminar la primaria, se unió a la Orden de Canónigos Premonstratenses (O. Praem.) y con ellos se convirtió en canónigo e hizo sus votos monásticos el 28 de agosto de 1961 y finalmente fue ordenado sacerdote el 26 de marzo de 1966.
Tras su ordenación, fue enviado directamente a la ciudad de Roma (Italia), para que continuara con sus estudios superiores.
Allí obtuvo un Doctorado en Derecho Canónico por la Pontificia Universidad Gregoriana, con una tesis titulada: "De subjecto officii ecclesiastici attenta doctrina concilii Vaticani II".
Cuando regresó a Bélgica en 1975, fue designado como Capellán en Rillaar y en 1977 fue Deán en Averbode.
Posteriormente en 1982 fue llamado para que volviera Roma y así ser el procurador general de su orden.
Desde entonces allí en Roma también ha sido Capellán de las Hermanas Misioneras de la Reina de los Apóstoles, en 1985 se convirtió profesor visitante en la Facultad Canonística de la Pontificia Universidad de Gregoriana y en abril de 1989 Su Santidad el Papa Juan Pablo II le nombró Promotor de Justicia del Tribunal Supremo de la Signatura Apostólica de la Santa Sede, en el cual había sido anteriormente durante dos años Promotor Adjunto, así como Consultor del Pontificio Consejo para los Textos Legislativos.
Y en 1998 pasó a ser miembro de la Comisión Disciplinaria de la Curia Romana.
Años más tarde, el 12 de abril de 2008 fue nombrado como Secretario General del Tribunal Supremo de la Signatura Apostólica y como Obispo Titular de la antigua Sede de Bita. Recibió la consagración episcopal el 1 de mayo en la Basílica de San Pedro, a manos de los Cardenales "Monseñor" Tarcisio Bertone como consagrante principal y como co-consagrantes "Monseñor" Agostino Vallini y "Monseñor" Francesco Coccopalmerio.
El 28 de agosto de 2011, Frans Daneels celebró su jubileo profesional dorado y el 10 de octubre de 2012, el Papa Benedicto XVI lo elevó al rango de arzobispo.
Recientemente el 16 de julio de 2016 le presentó su renuncia de sus cargos al Papa Francisco por motivos de edad. Pero sin embargo Francisco, el 30 de septiembre de 2017 lo ha vuelto a nombrar miembro de la Signatura Apostólica y el 21 de octubre de la Congregación para las Causas de los Santos.